# Цесарград
Цесарград је срушени замак у теснацу Сутле, 2 км северозападно од Клањеца у Крапинско-загорској жупанији у Републици Хрватској.

## Историја
Први пут се помиње 1399. у власништву Хермана Цељског. Уочи сељачке буне 1573. био је у власништву грофице Барбаре Алапић-Ердеди, удовице бана Петра Ердедија. 29. јануара 1573. замак је заузео Илија Грегорић уз помоћ локалних кметова.